# Metatrón

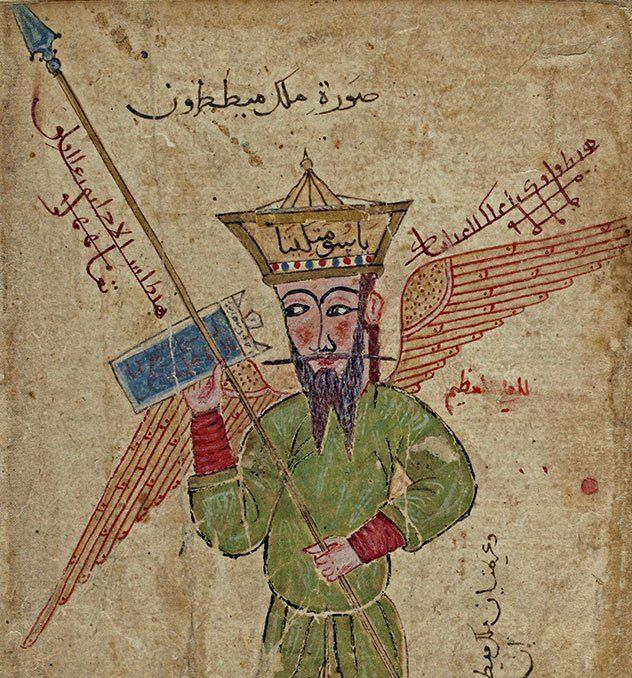
Retrato musulmán de Metatrón,

Metatrón (en hebreo bíblico: מֶטָטְרוֹן), también conocido como Mattatron o Metator, es un ángel mencionado en el judaísmo rabínico, apareciendo tres veces en el Talmud y en algunos pasajes del Agadá. En ocasiones se identifica como un arcángel. No es mencionado en la Torá, Biblia o Corán, por lo que el origen de su figura es tema de debate. Suele identificarse como el ser más poderoso del reino celestial, y está solo por debajo de Yahveh.
Existen discrepancias respecto a la propia naturaleza de Metatrón. En algunas ramas del judaísmo, Metatrón es el nombre de un arcángel de rango elevado. En la tradición judaica Merkaváh se considera que es el propio Enoc ascendido al estado angelical, dado que fue elevado a los cielos sin conocer la muerte según el Génesis, y dicho ascenso se narra en el libro de Enoc. Una tercera interpretación considera la existencia de dos Metatrones, debido a que su nombre presenta dos grafías diferenciadas: una de seis letras (מטטרון) y otra de siete (מיטטרון). Según esta consideración, el primero es el Enoc transformado en ángel, mientras que el segundo es el Metatrón primordial, una emanación de Dios.[cita requerida]
En la tradición musulmana es llamado Mīṭaṭrūn (en árabe: ميططرون), "el ángel del velo".
El poeta estadounidense Gustav Davidson definió la Shejiná como la encarnación femenina de Metatrón.

## Descripción
Se desconoce el significado de su nombre. Según el escritor Robert Graves, el término metatrón sería una corrupción hebrea del griego metradromos (‘el que persigue con venganza’) o de meta ton thronón (‘más cercano al trono’). No hay consenso acerca de su génesis o del rol que representa en la jerarquía del cielo y el infierno. De acuerdo con ciertas doctrinas judías, se trataría de Enoc, un patriarca antediluviano que fue llevado por Yahveh a los cielos y transformado en Metatrón. Sin embargo, esta opinión no es compartida por muchas autoridades talmúdicas. Otra hipótesis es que existen dos Metatrones, uno cuyo nombre en hebreo se escribe con seis letras y otro con siete. El primero sería el Metatrón primordial y el segundo Enoc. A veces a Metatrón se le identifica como hermano gemelo de Sandalfón, que fue el profeta Elías.
En la versión del Talmud leída por el erudito karaíta, Metatrón es una figura misteriosa llamada «YHWH menor». También se menciona a Metatrón en los Pseudoepígrafos, principalmente en el hebreo Libro de Enoc (también llamado el Tercer Enoc), en el cual reaparece su título como «el YHWH menor». El Zohar llama a Metatrón «el Joven», y lo identifica como el ángel que guio al pueblo de Israel en el desierto tras el éxodo desde Egipto, y lo describe como un sacerdote celestial. De acuerdo con Johann Andreas Eisenmenger, Metatrón transmite las órdenes diarias de Yahveh a los ángeles Gabriel y Rafael.
Curiosamente, el término hebreo metatrón es numéricamente equivalente a El Shaddai, de acuerdo con el sistema de gematría hebreo, por lo que se dice que tiene un ‘nombre como su amo’.
El Talmúd también registra un incidente con Elisha ben Abuyah, también llamado Aher (‘otro’), de quien se decía que había entrado en el Paraíso y había visto a Metatrón sentado (una posición que en el Cielo solo se le permite a Yahveh mismo). Por lo tanto, Elisha ben Abuyah consideró que Metatrón era una deidad, y dijo: «¡Realmente hay dos poderes en el cielo!». Los rabinos explican que a Metatrón se le permitió sentarse debido a su función como escriba celestial, que registra todos los hechos de Israel.

### El cubo de Metatrón

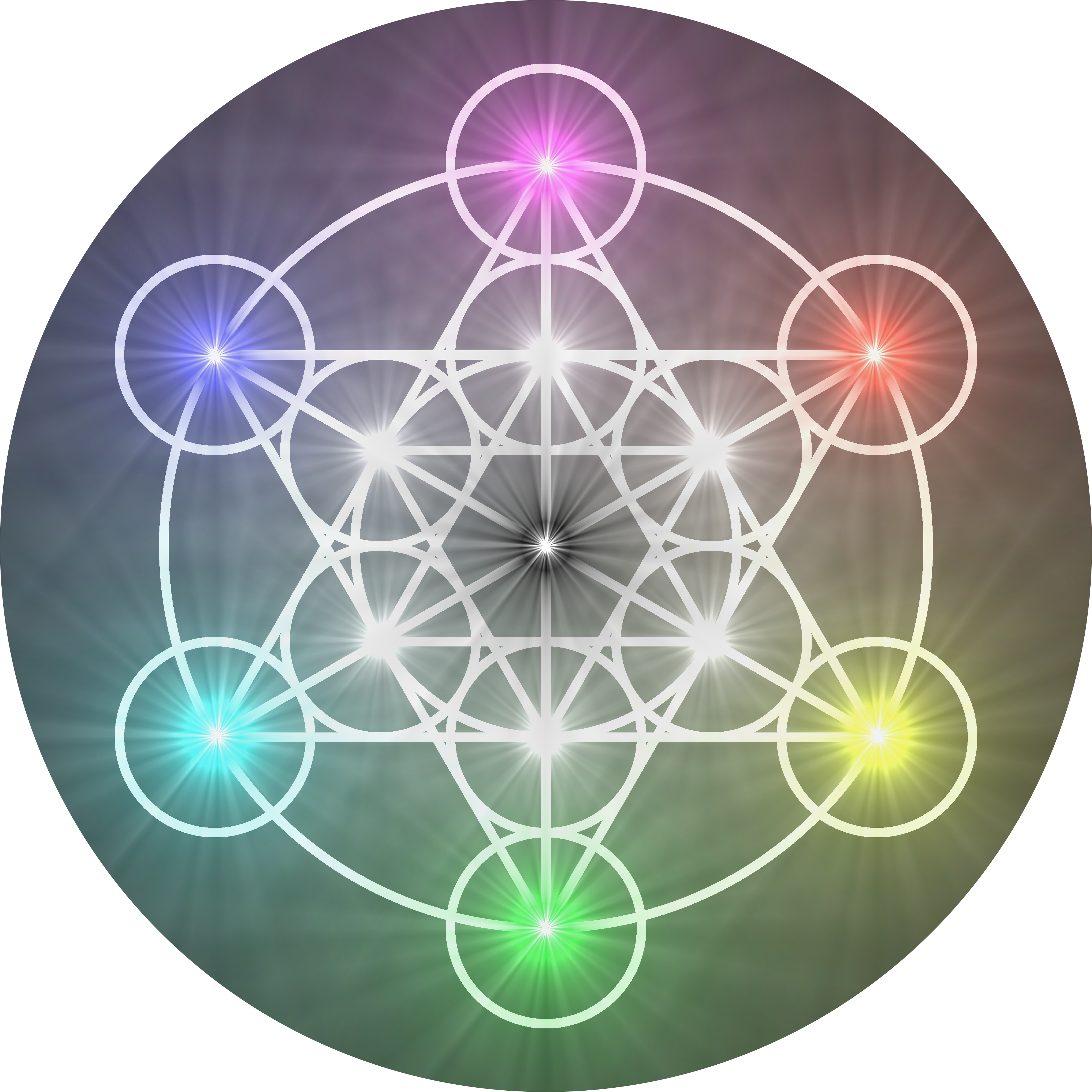
Cubo de Metatrón

Cubo de Metatrón. En la imagen se observan los trece círculos de la "Fruta de la vida"; a través del trazado de líneas se obtiene el Cubo de Metatrón, que sería justamente el contenido del hexaedro central que surge en el dibujo.

La fruta de la vida (un componente de la Flor de la Vida, un cuerpo de la geometría sagrada)[cita requerida] está compuesto de trece círculos. Si cada círculo se considera un "nodo" y se conecta con el siguiente mediante una única línea recta, resulta un total de setenta y ocho líneas creadas. Así, el Cubo de Metatrón es un cuerpo geométrico que representa directamente la estructura armónica y sagrada de la "Fruta de la vida"; dentro del cubo se pueden encontrar otros cuerpos, como los dos modelos dimensionales de los cinco sólidos platónicos.[cita requerida]
En las primeras escrituras cabalísticas se dice que Metatrón creó este cubo a partir de su propia alma.[cita requerida] Esto se puede ver también en el arte cristiano, donde este aparece sobre su pecho, o flotando detrás de él.[cita requerida]
El cubo de Metatrón se considera también un glifo sagrado, y a veces se dibuja alrededor de un objeto o persona para protegerlo de los demonios y los poderes satánicos.[cita requerida] Esta idea también aparece en la alquimia, en la que la figura fue considerada un círculo de contención o un círculo de la creación.
En otras palabras, puede ser un penteracto, un cubo en cinco dimensiones.[cita requerida]

## Apariciones

### Cine
- Dogma
- Good Omens
- Sobrenatural
- La materia oscura